# 林恩宇 (籃球運動員)
林恩宇（2006年10月30日—）是臺灣男子籃球運動員，場上主打後衛位置。

## 生平
林恩宇來自宜蘭南澳，泰雅族人，國小三年級時轉學至東澳國小，並加入了射箭隊，小六時曾出國比賽，升上國華國中因為學校沒有射箭隊，改加入社團性質的籃球隊，在被光復高中教頭陳定杰相中以及試練後，林恩宇進入光復籃猿，高一即領到HBL球衣。